# Lahnajärvi (sjö i Karstula)
Lahnajärvi är en sjö i Finland. Den ligger i kommunen Karstula i landskapet Mellersta Finland, i den centrala delen av landet, 300 km norr om huvudstaden Helsingfors. Lahnajärvi ligger 182,1 meter över havet. Den är 7,5 meter djup. Arean är 2,51 kvadratkilometer och strandlinjen är 16,6 kilometer lång. Sjön  ingår i Kymmene älvs huvudavrinningsområde.   I omgivningarna runt Lahnajärvi växer i huvudsak blandskog.